# Skočir
Skočir je priimek več znanih Slovencev:
- Bojan Skočir (*1954), policist in veteran vojne za Slovenijo
- Grega Skočir (*1973), pevec, kitarist, rock glasbenik
- Ivan Skočir (1916—?), vinogradniški strokovnjak
- Marija Skočir, dr. umetnostne ugodovine, programska vodja Galerije Jakopič
- Matej Skočir (*1981), politolog, ekonomist, državni sekretar
- Rudi Skočir (*1951), slikar in ilustrator
- Stanko Skočir (1903—1987), učitelj
- Terezina Skočir (1905—1995), ljudska pesnica